# Jack Warner
Jack Leonard Warner (właśc. Jacob Warner; ur. 2 sierpnia 1892 w London, zm. 9 września 1978 w Los Angeles) – amerykański producent filmowy i przedsiębiorca, współzałożyciel i prezes Warner Brothers. Był także członkiem założycielem Amerykańskiej Akademii Sztuki i Wiedzy Filmowej. Jego kariera w branży filmowej trwała około czterdziestu pięciu lat, najdłużej ze wszystkich ówczesnych prezesów hollywoodzkich wytwórni filmowych.
Piastując stanowisko wiceprezesa ds. produkcji Warner Bros., wraz z bratem Samem doprowadził do powstania pierwszego filmu dźwiękowego pt. Śpiewak jazzbandu. Po śmierci Sama rozpoczął długoletnią walkę o władzę nad wytwórnią ze starszymi braćmi, Harrym i Albertem. W latach 50. XX wieku przejął wyłączną kontrolę nad Warner Bros. po tym, jak potajemnie nabył udziały od braci, po uprzednim przekonaniu ich do wspólnej sprzedaży przedsiębiorstwa.
Chociaż jego pracownicy lękali się go i kpili z jego specyficznego poczucia humoru, zdobył szacunek środowiska filmowego za swoje trafne decyzje i bezkompromisowość. Zatrudnił wiele gwiazd wytwórni i promował produkcję dramatów filmowych o problemach społecznych Ameryki lat 30., które stały się znakiem rozpoznawczym Warner Brothers.
W trakcie kariery był postrzegany jako osoba enigmatyczna i pełna sprzeczności. Chociaż był zagorzałym republikaninem, w wielu swoich filmach propagował Nowy Ład, politykę demokratycznego prezydenta Franklina Roosevelta. Krytykował faszyzm i III Rzeszę na długo przed przyłączeniem się Stanów Zjednoczonych do II wojny światowej. Jednocześnie był przeciwnikiem komunizmu i po wojnie zeznawał przed Komisją Izby Reprezentantów ds. Działalności Nieamerykańskiej, gdzie dobrowolnie podał nazwiska scenarzystów zwolnionych z powodu przynależności do Komunistycznej Partii Stanów Zjednoczonych lub sympatii prokomunistycznych. Pomimo kontrowersyjnego wizerunku publicznego, Warner odgrywał istotną rolę w przemyśle filmowym, aż do przejścia na emeryturę na początku lat 70. XX wieku.

## Wczesne lata
Jack Warner urodził się jako Jacob Warner 2 sierpnia 1892 roku w mieście London, w kanadyjskiej prowincji Ontario. Jego rodzice byli żydowskimi imigrantami z Mazowsza, którzy mówili głównie w języku jidysz. Był piątym żyjącym synem Benjamina Warnera, szewca z Krasnosielca, znajdującego się wtedy pod zaborem rosyjskim, i jego żony Pearl Leah z domu Eichelbaum. Rodzice Warnera w 1876 roku zawarli związek małżeński i jeszcze przed wyemigrowaniem do Ameryki dochowali się szóstki dzieci, z których jedno zmarło w dzieciństwie. Wśród nich znajdowali się starsi bracia Jacka, Hirsh, który później przyjął imię Harry, a także Abraham (Albert) i Samuel (Sam). Rodzina Warnerów wspominała Krasnosielc jako „wrogi świat”, gdzie „nocne rajdy Kozaków, pogromy i gwałty na kobietach były częścią życia Żydów ze sztetli”.
W celu znalezienia lepszego miejsca do życia dla siebie i swojej rodziny, w 1888 roku Benjamin udał się do Hamburga, a stamtąd wypłynął na statku do Ameryki. Dotąd nosił nazwisko „Wonsal” lub „Wonskolaser”. Po przybyciu do Nowego Jorku zmienił nazwisko na „Warner”, które później przybrała reszta jego rodziny. Po niecałym roku Pearl i dwójka dzieci dołączyły do niego w Baltimore. W tym mieście na świat przyszła piątka ich dzieci.
Na początku ostatniej dekady XIX wieku Benjamin Warner zdecydował się przenieść wraz z rodziną do Kanady, gdzie szansę na poprawę warunków życiowych widział w prowadzeniu handlu obwoźnego polegającego na skupowaniu futer od traperów w zamian za produkty blaszane. Tam narodzili się ich synowie: Jack i David. Po trudnych dwóch latach rodzina Warnerów powróciła do Baltimore. W Baltimore na świat przyszła następna dwójka dzieci, Sadie i Milton. W 1896 roku za namową Harry’ego Warnera, który nieco wcześniej w Youngstown w stanie Ohio założył warsztat naprawy obuwia, reszta rodziny przeniosła się do tego prężnie rozwijającego się miasta przemysłowego. Benjamin pracował w zakładzie syna, zanim zdobył pożyczkę na otwarcie sklepu mięsno-spożywczego w centrum miasta.
Jack Warner spędził większość swojego dzieciństwa w Youngstown. Uważał, że doświadczenia z tego miasta wpłynęły na jego wrażliwość. Jak napisał w swojej autobiografii: „John Edgar Hoover powiedział mi, że w tym czasie Youngstown było jednym z najniebezpieczniejszych miast w Ameryce i miejscem spotkań sycylijskich bandytów działających w mafii. W każdą sobotę w naszym sąsiedztwie miało miejsce jedno lub dwa morderstwa, a noże i kastety były podstawowym wyposażeniem grasujących w okolicy młodych, gorących głów”. Warner twierdził, że na krótko należał do ulicznego gangu działającego w Westlake’s Crossing, cieszącej się złą sławą dzielnicy położonej na zachód od centrum miasta. W tym czasie zebrał pierwsze doświadczenia w show-biznesie, śpiewając w miejscowych teatrach w duecie z innym początkującym, śpiewającym i tańczącym artystą. W trakcie krótkiej kariery w wodewilu oficjalnie zmienił nazwisko na Jack Leonard Warner. Starszy brat Sam nie pochwalał jego młodzieńczych poczynań. Poradził Jackowi: „Zejdź ze sceny, ale trzymaj się najbliżej jak możesz kasy biletowej. To tam są pieniądze”.

## Kariera zawodowa

### Pierwsze przedsięwzięcia biznesowe
W Youngstown bracia Warnerowie podjęli pierwsze, nieśmiałe kroki w przemyśle rozrywkowym. Na początku XX wieku Sam Warner założył spółkę z sąsiadem i razem przejęli miejscowy teatr, Old Grand Opera House, w którym wystawiali tanie sztuki teatralne i wodewilowe. Interes zbankrutował po pierwszym sezonie. Następnie Sam Warner zdobył posadę kinooperatora w Idora Park, lokalnym parku rozrywki. Przekonał całą rodzinę o obiecujących możliwościach nowego medium i wytargował od pewnego bankrutującego kinooperatora zakup kinetoskopu za sumę 1000 dolarów. Cena ta przewyższyła wszystkie rodzinne oszczędności i aby zebrać wymaganą kwotę, Jack Warner za 150 dolarów zastawił swojego konia.
Przedsiębiorczy bracia prowadzili kino objazdowe w całym Ohio i Pensylwanii, wyświetlając jedyny posiadany przez nich film, zużytą kopię popularnego westernu Napad na ekspres (1903). W 1905 roku wynajęli opuszczony sklep w New Castle, przerabiając go na prowizoryczne kino, któremu nadali nazwę The Bijou. Umeblowali je krzesłami pożyczonymi od miejscowego przedsiębiorcy pogrzebowego. Nastoletni Jack, który wciąż mieszkał w Youngstown, przyjeżdżał na weekendy do kina braci, aby śpiewać podczas wymiany rolek w projektorze. W 1906 roku bracia nabyli małe kino w New Castle, które nazwali The Cascade Movie Palace. Posiadali go do następnego roku, kiedy postanowili porzucić prowadzenie kin na rzecz dystrybucji filmowej. W tym samym roku bracia założyli w Pittsburghu przedsiębiorstwo dystrybucyjne Duquesne Amusement Company, która dobrze prosperowało aż do czasu, gdy zainteresowała się nim Motion Picture Patents Company, firma stanowiąca Trust Edisona, który broniąc pozycji monopolisty, żądał od dystrybutorów wyśrubowanych opłat licencyjnych. W 1909 roku Harry zgodził się przyjąć Jacka do rodzinnej spółki i następnie wysłał go do Norfolk, aby pomagał Samowi w zarządzaniu drugą firmą dystrybuującą filmy. Później w tym samym roku Warnerowie sprzedali swoje przedsiębiorstwa General Film Company na kwotę 52 tys. dolarów.

### Powstanie Warner Bros.
W 1910 roku bracia Warnerowie zebrali swoje środki i zaangażowali się w produkcję filmową. W 1912 roku udzielili poparcia kierowanej przez filmowca Carla Laemmle Independent Motion Picture Company, która rzuciła wyzwanie monopolistycznej pozycji Trustu Edisona. W tym samym roku Jack Warner objął posadę sklejacza filmów w Nowym Jorku oraz asystenta u boku brata Sama przy realizacji obrazu Dante’s Inferno. Pomimo sukcesu komercyjnego, jaki odniósł ten film, Harry Warner nadal obawiał się gróźb Trustu Edisona. Zerwał układ z Laemmlem i wysłał Jacka do San Francisco, a Sama do Los Angeles. Bracia mieli założyć w tych miastach firmy dystrybucyjne. Braciom szybko udało się osiągnąć wysoką pozycję w prężnie rozwijającym się kalifornijskim rynku filmowym. W 1917 roku wysłano Jacka do Los Angeles, aby założył tam kolejną firmę dystrybucyjną. Pierwsza okazja do wyprodukowania znaczącego filmu nastąpiła w 1918 roku, gdy bracia nabyli prawo do ekranizacji bestsellerowej, pacyfistycznej w wymowie powieści My Four Years in Germany, potępiającej dokonane przez Niemców potworności I wojny światowej. Obraz odniósł sukces artystyczny i kasowy. Czterech braci stać już było na założenie wytwórni filmowej w Kalifornii. W nowym przedsiębiorstwie Jack został wiceprezesem do spraw produkcji. Drugim wiceprezesem został jego starszy brat, Sam. Obaj zajmowali się zdobywaniem scenariuszy, zarządzali produkcją filmową i szukali sposobów na ograniczenie kosztów.

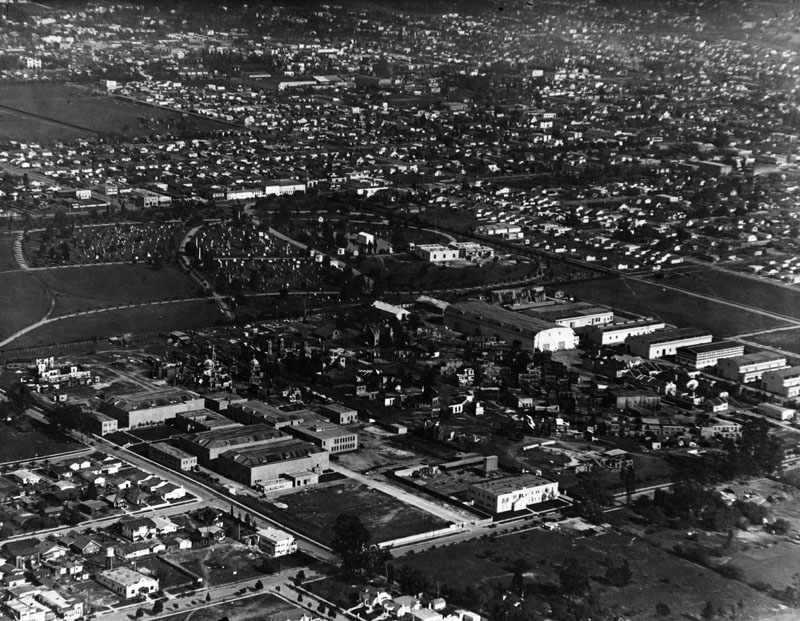
Hollywoodzkie wytwórnie filmowe w 1922 roku

Po sukcesie My Four Years in Germany, w 1919 roku wytwórnia stworzyła popularny serial The Tiger’s Claw. W tym samym roku poniosła porażkę, produkując nieudany film instruktażowy dla armii, zatytułowany Open Your Eyes, traktujący o niebezpieczeństwach chorób wenerycznych. Jest to jedyny obraz, w którym Jack Warner wystąpił przed kamerą, wcielając się w postać żołnierza. W tym okresie wytwórnia odniosła kilka porażek kasowych i popadła w kłopoty finansowe, ale w 1920 roku braciom udało się zaciągnąć pożyczkę na spłatę wcześniejszych długów. Wkrótce później Warnerowie przenieśli produkcję z Culver City do Hollywood, gdzie nabyli kompleks hal na rogu Sunset Boulevard i Bronson Avenue, w miejscu zwanym obecnie Sunset Bronson Studios. Nowa lokalizacja i lepsze studio nie poprawiły znacząco wizerunku wytwórni, który kształtowały niskobudżetowe komedie i pikantne filmy o upadającej moralności.
W 1923 roku wytwórnia odkryła wytresowanego owczarka niemieckiego wabiącego się Rin Tin Tin. Pies zadebiutował w Where the North Begins, filmie opowiadającym o porzuconym i wychowanym przez wilki szczeniaku, który zaprzyjaźnia się z traperem. Początkowe obawy Jacka Warnera wobec tego projektu rozwiały się, gdy osobiście poznał Rin Tin Tina, który według jego opinii „wydawał się bardziej inteligentny niż niektórzy komicy zatrudnieni przez wytwórnię”. Aż do wprowadzenia dźwięku do filmu, Rin Tin Tin stanowił największy skarb wytwórni. Darryl F. Zanuck stworzył kilka scenariuszów dla filmów o Rin Tin Tinie, a podczas jednego roku napisał scenariusze do ponad połowy filmów fabularnych wytwórni. Pomiędzy 1928 a 1933 rokiem Zanuck był prawą ręką Jacka Warnera i jego producentem wykonawczym. Do zakresu zadań Zanucka należała kontrola nad powstającymi każdego dnia filmami. Pomimo sukcesów, jakie odnosiły filmy o Rin Tin Tinie i inne obrazy, Warner Bros. nie było w stanie konkurować z hollywoodzką „Wielką trójką”: Paramountem, MGM i First National.
W 1925 roku bracia Warnerowie rozszerzyli swoją działalność dzięki przejęciu brooklyńskiej wytwórni Vitagraph. Jeszcze w tym samym roku Sam Warner przekonał brata Harry’ego do zawarcia porozumienia z Western Electric dotyczącego wykorzystania przez Warner Bros. opracowanej przez tę firmę technologii Vitaphone, dzięki której możliwe było kręcenie krótkometrażowych filmów dźwiękowych. Sam Warner zmarł na zapalenie płuc 5 października 1927 roku – dzień przed premierą pierwszego pełnometrażowego filmu dźwiękowego pt. Śpiewak jazzbandu. Jack Warner został w ten sposób wyłącznym szefem produkcji. Śmierć starszego brata wstrząsnęła nim. Jak napisał jego biograf: „Przez całe życie Sama, Jacka ożywiał jego słoneczny optymizm, pożądanie ekscytacji, pomysłowość i żyłka hazardzisty. Sam działał też jako bufor pomiędzy Jackiem a jego surowym, najstarszym bratem, Harrym”. W następnych latach Jack żelazną ręką rządził w wytwórni Warner Bros. w Burbank. Po śmierci brata stawał się coraz trudniejszy w obyciu i wzbudzał niechęć w wielu swych pracownikach.
Gdy rodzina rozpaczała po nagłej śmierci Sama, sukces Śpiewaka jazzbandu spowodował, że Warner Bros. awansowało do grona czołowych wytwórni filmowych. Wytwórnia zainwestowała w niego zaledwie 500 tys. dolarów, zbierając 3 mln dolarów zysku. Pozostała piątka głównych hollywoodzkich wytwórni, która kontrolowała większość amerykańskich kin, początkowo próbowała zablokować rosnącą liczbę filmów dźwiękowych. Stojąc przed taką zorganizowaną opozycją, w samym tylko 1928 roku Warner Bros. zrealizowała 12 filmów dźwiękowych. W następnym roku nowo utworzona Amerykańska Akademia Sztuki i Wiedzy Filmowej uhonorowała wytwórnię specjalnym Oscarem za „zrewolucjonizowanie przemysłu filmowego przez wyprodukowanie pionierskiego filmu dźwiękowego”.
Pomimo dobrej koniunktury, Jack Warner krótko trzymał wydatki. Wynagrodzenia reżyserów określał specjalny system kwotowy. Ponadto ograniczył koszty systemu oświetlenia planów zdjęciowych, tak aby wyglądały na tańsze niż były w rzeczywistości.

### Era Wielkiego kryzysu

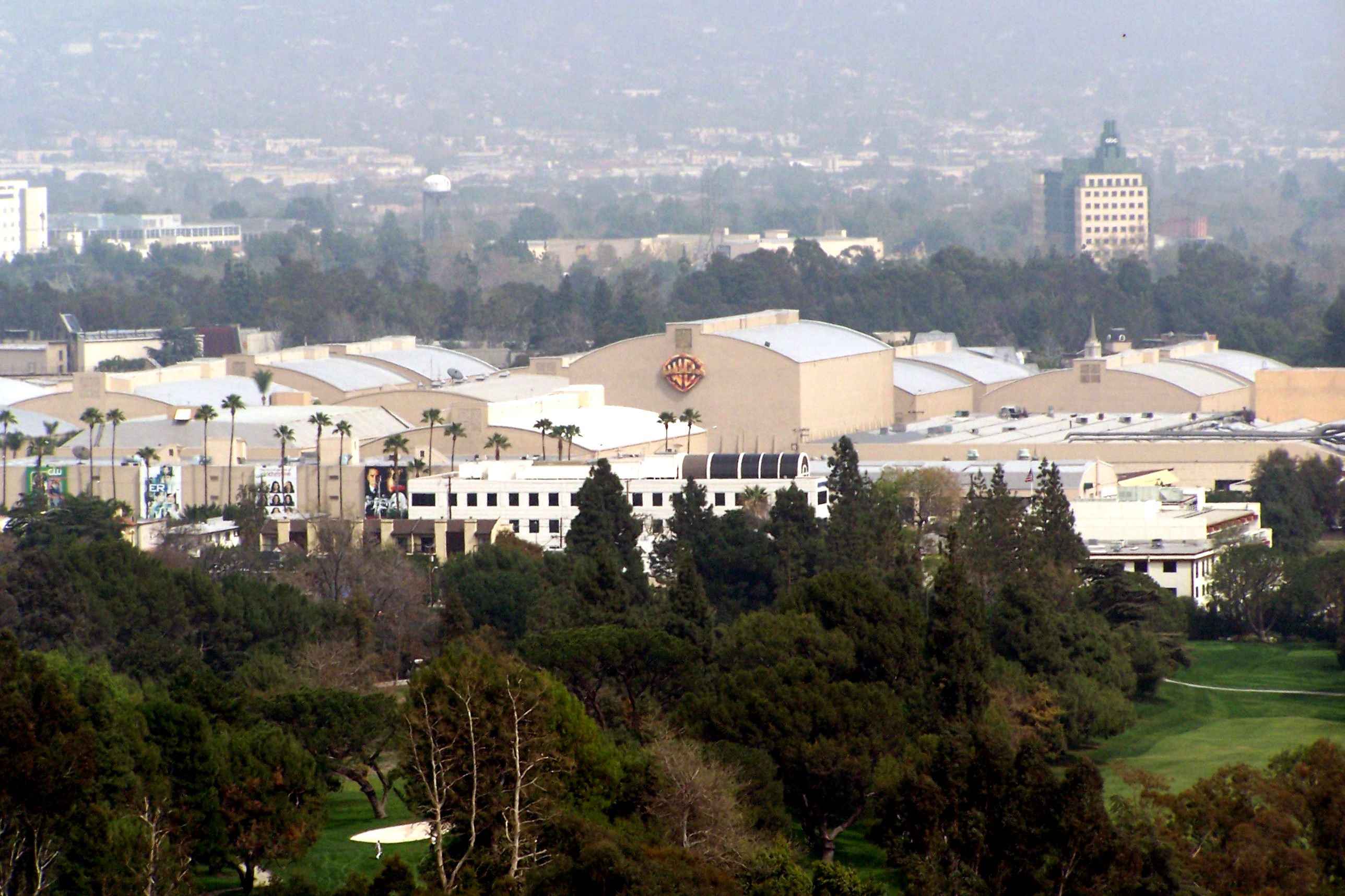
Hale Warner Bros. w Burbank, widok współczesny

Wytwórnia wyszła stosunkowo bez szwanku z krachu na giełdzie nowojorskiej i w trzecią dekadę XX wieku wkroczyła produkując różnorodne filmy, w tym „rewiowe musicale” Busby’ego Berkeleya, „wojujące biografie”, „filmy płaszcza i szpady” i „filmy dla kobiet”. Jednakże wytwórnia stała się znana przede wszystkim ze swoich demaskatorskich dramatów społecznych, których realizację popierał Jack Warner. Wśród nich znajdują się takie klasyki filmu gangsterskiego jak Mały Cezar, Wróg publiczny nr 1, czy chwalony przez krytyków Jestem zbiegiem. Niektóre z tych filmów odzwierciedlały zaskakującą, chociaż tymczasową, zmianę w poglądach Jacka Warnera. Pomimo wieloletnich związków z Partią Republikańską, w 1932 roku otwarcie poparł demokratycznego kandydata na urząd prezydenta Stanów Zjednoczonych Franklina Delano Roosevelta, organizując widowisko na jego cześć, które odbyło się na stadionie w Los Angeles. W następnych latach zatrudnił więcej scenarzystów popierających New Deal, którzy zarazem prezentowali mocno lewicowe poglądy.
W tym okresie Warner werbował utalentowanych artystów. Aby zapewnić wytwórni odpowiednią liczbę gwiazd filmowych, próbował przejąć ich kontrakty od konkurencji, niekiedy oferując podwojenie zarobków. Stosowana strategia pozwoliła na przejęcie m.in. trzech gwiazd Paramount Pictures: Williama Powella, Kay Francis i Ruth Chatterton. W 1929 roku Warner przekonał brytyjskiego aktora George’a Arlissa do zagrania tytułowej roli w filmie Disraeli, który okazał się sukcesem. W następnym roku odkrył przyszłe gwiazdy: Jamesa Cagneya, Joan Blondell i Franka McHugh, którzy razem w Nowym Jorku grali w sztuce Penny Arcade. Chociaż Cagney okazał się największym sukcesem polityki przyciągania gwiazd, sprawiał też największe problemy dla Jacka Warnera. Podczas kłótni, do jakich między nimi dochodziło, Cagney, Irlandczyk z pochodzenia, uciekał się do używania wulgaryzmów w języku jidysz, które przyswoił w dzieciństwie spędzonym w nowojorskim Hell’s Kitchen. Również z nim Warner toczył najbardziej zażarte rokowania o warunki kontraktowe. Cagneya denerwowało zaszufladkowanie jako Irlandczyka bijącego kobiety w filmach i kręcenie pięciu obrazów zamiast czterech.
W 1933 roku producent wykonawczy u Warnera, Darryl F. Zanuck, zrezygnował w wyniku konfliktu kontraktowego z Harrym Warnerem. Według listu napisanego przez Jacka Warnera do Willa Haysa, ówczesnego prezesa Motion Picture Producers and Distributors of America, Zanuck zażądał wyższego uposażenia i „zasygnalizował potrzebę podniesienia pensji dla aktorów i personelu uczestniczącego w produkcji filmowej”. W tym samym roku Zanuck założył wytwórnię 20th Century Pictures, które po dwóch latach działalności połączyło się z Fox Film Corporation, tworząc 20th Century-Fox. Wieloletni pracownik Warner Bros., Hal B. Wallis, awansował na pozycję producenta wykonawczego, chociaż Warner nie przekazał mu tak daleko idącej władzy, jaką cieszył się Zanuck, wskutek czego powstał zdecentralizowany system władzy, który często powodował chaos organizacyjny w wytwórni. W jego ramach każdy film był przydzielany odpowiedniemu nadzorcy, którym zazwyczaj był jeden ze scenarzystów. Mimo że Warner Bros. przez lata 30. XX wieku utrzymało wysoki poziom produkcji, filmy cechowały się nierówną jakością, co wynikało „nie tylko z wad systemu nadzoru, ale także rozproszenia władzy wśród kadr twórczych”.
Tymczasem Jack Warner zmniejszył swoją aktywność w procesie tworzenia filmów. Po zatrudnieniu wielu pracowników twórczych odsunął się od procesu produkcji, ograniczając się do opiniowania surowej wersji obrazu. Niemniej jednak Warner surowo obchodził się ze swoimi pracownikami i był „bezlitosny przy zwalnianiu”. Producent filmowy Gottfried Reinhardt stwierdził, że Warner „czerpał radość” z upokarzania podwładnych. „Harry Cohn był skurczybykiem”, powiedział Reinhardt. „Ale był taki przy robieniu interesów; nie był sadystą. [Louis B.] Mayer bywał potworem, ale nie był skąpcem, jakim był Jack”.
Styl zarządzania Jacka Warnera irytował wielu pracowników wytwórni. Komik Jack Benny, który kiedyś pracował dla Warner Bros., zauważył: „Jack Warner prędzej powiedziałby kiepski żart, niż zrobił dobry film”. Warner często ścierał się z aktorami i ponoć wyrzucał ich z jadalni dla kierownictwa wytwórni z wyjaśnieniem: „Nie muszę patrzeć na aktorów, gdy jem”. Jednakże zdobył sympatię kilku osobistości ze świata filmu.
Wśród nich była Bette Davis, jedna z czołowych aktorek w Warner Bros, która kiedyś nawet uciekła do Anglii, aby zostać zwolniona z kontraktu z wytwórnią. W późniejszych latach Davis broniła Warnera przed oskarżeniami o nieprzyzwoitość seksualną: „Nie był lubieżnikiem! Jego grzechy były innego rodzaju. Był ojcem, władzą, chwałą. Zajmował się robieniem pieniędzy”. Davis wyjawiła też, że po narodzinach jej dziecka, nastawienie Warnera do niej stało się ciepłe i opiekuńcze. „Staliśmy się niczym ojciec i dziecko. Powiedział mi, że nie muszę wracać do pracy, nim nie będę tego naprawdę chciała. Był troskliwym człowiekiem. Do tej pory nie powiedziano o nim zbyt wielu ciepłych słów”. Warner zaskarbił sobie też wdzięczność Errola Flynna. W 1935 roku osobiście wybrał nieznanego wówczas aktora do zagrania tytułowej roli w filmie Kapitan Blood. W 1936 roku, po sukcesie innego kostiumowego filmu epickiego pt. Szarża lekkiej brygady, Warner podarł jego stary kontrakt i podpisał z nim nowy, wieloletni i podwajający jego tygodniówkę.

### Przed wojną i lata wojny
Wraz ze zbliżaniem się końca lat 30. XX wieku Jack i Harry Warnerowie coraz bardziej zdawali sobie sprawę ze zagrożeń nazizmu. Jak spostrzegł Bernard F. Dick, „bracia Warnerowie jako synowie polskiego Żyda, który opuścił stary kraj z powodu antysemickich pogromów... mieli osobisty interes w obnażaniu nazizmu”. Ponadto w ich wytwórni długą tradycję miały produkcje krytykujące niemiecki militaryzm, o czym dowodzi chociażby My Four Years in Germany z 1918 roku. Jeszcze w 1917 roku bracia zdobyli prawa do dystrybucji filmu Wojenne narzeczone, w której postać grana przez debiutującą Allę Nazimovą woli raczej popełnić samobójstwo niż rodzić dzieci dla nieokreślonego kraju, którego armia wygląda podejrzanie germańsko”.
Poza tym Jackiem Warnerem wstrząsnęła wiadomość o śmierci Joego Kaufmana, przedstawiciela wytwórni, zamordowanego w 1936 roku w Berlinie przez hitlerowskich bojówkarzy. Warner opisał to wydarzenie następującymi słowami: „Jak wielu Żydów został osaczony w alejce. Oni [nazistowscy chuligani] okładali go pięściami i bili pałkami, potem skopali go na śmierć i zostawili zdychającego”. Od tej pory, gdy pozostałe hollywoodzkie wytwórnie nie dotykały tego tematu, obawiając się krytyki ze strony części amerykańskiej opinii publicznej i utraty niektórych europejskich rynków filmowych, Warner Bros. produkowało obrazy otwarcie krytykujące hitlerowski reżim. W 1939 roku wytwórnia wprowadziła na ekrany film Zeznanie szpiega z Edwardem G. Robinsonem w roli głównej, którego powstanie popierał dyrektor FBI, J. Edgar Hoover. Fabułę dzieła oparto na prawdziwych zdarzeniach z życia tajnego agenta Leona Turrou, który rozpracował niemiecką siatkę wywiadowczą w Stanach Zjednoczonych. Pomimo uregulowań prawnych zakazujących podania prawdziwych tożsamości bohaterów, wytwórnia dążyła do roztoczenia nad filmem „aury autentyczności”. Hall Wallis nalegał na zrezygnowanie z napisów początkowych, aby nadać Zeznaniom szpiega „charakter kroniki filmowej”. Obraz spotkał się z ostrą krytyką. Recenzent Pare Lorentz napisał, że „tym filmem bracia Warnerowie wypowiedzieli Niemcom wojnę”. Ambasador III Rzeszy odpowiedział poprzez złożenie oficjalnego protestu na ręce amerykańskiego sekretarza stanu Cordella Hulla, a Adolf Hitler, który obejrzał film w swojej willi w Berchtesgaden, był oburzony. Wytwórnia otrzymała też ostrzeżenia ze strony członka Izby Reprezentantów, Martina Diesa, że swoimi działaniami szkalują „zaprzyjaźnione państwo”.
Początkowo wytwórnia uległa naciskom administracji Roosevelta, biura Haysa i izolacjonistycznych polityków, i odstąpiła od podobnych produkcji. Jack Warner oświadczył, że wytwórnia nie będzie już wydawała żadnych „filmów propagandowych” i natychmiast nakazał zawiesić realizację kilku filmów o antyhitlerowskim wydźwięku. Mimo tego Warner Bros. wyprodukowało kilka antynazistowskich obrazów, m.in. Underground i All Through the Night. W 1940 roku wytwórnia stworzyła serię krótkometrażówek o zniszczeniach dokonanych przez niemieckie naloty na Londyn. Równocześnie w filmach takich jak Captains of the Clouds wytwórnia wychwalała wyczyny pilotów Royal Canadian Air Force. W 1941 roku Warner wyprodukował też sugestywnie prowojenny film Sierżant York. Ówczesne doniesienia o tym, że Jack Warner zabronił używania języka niemieckiego, zostały zaprzeczone przez rzeczników wytwórni, którzy przekonywali, że taki zakaz uniemożliwiłby bardzo wielu pracownikom porozumiewanie się między sobą.
Po przystąpieniu Stanów Zjednoczonych do II wojny światowej Jack Warner, wzorem innych szefów hollywoodzkich wytwórni, został mianowany podpułkownikiem United States Army.
Za poradą prezydenta Roosevelta, Warner zrealizował w 1943 roku filmową adaptację kontrowersyjnej książki Mission to Moscow, której celem było uspokojenie i przekonanie opinii publicznej zaniepokojonej sojuszem militarnym ze Związkiem Radzieckim. Po premierze filmu Krajowy Komitet Partii Republikańskiej oskarżał wytwórnię o wyprodukowanie „propagandy Nowego Ładu”. Gdy 27 października 1947 roku Warner zeznawał przed Komisją Izby Reprezentantów ds. Działalności Nieamerykańskiej, odpierał zimnowojenne oskarżenia o wywrotowy charakter Mission to Moscow, argumentując, że „jedynym powodem powstania filmu było wspomożenie wysiłku wojennego, a nie działanie na rzecz przyszłych pokoleń”.
Generalnie Warner Bros. wyprodukowało więcej filmów wojennych niż jakakolwiek inna wytwórnia, tworząc obrazy osadzone w każdym rodzaju sił zbrojnych. Oprócz tego wytwórnia zrealizowała patriotyczne musicale, jak np. To jest armia czy Yankee Doodle Dandy.

### Okres powojenny
Jack Warner niechętnie zaakceptował szybko rosnącą popularność telewizji pod koniec lat 40. XX wieku. Początkowo próbował rywalizować z tym medium poprzez wprowadzenie takich nowości, jak filmy 3D, które jednak szybko straciły na popularności wśród widzów. W 1954 roku wytwórnia ostatecznie zaangażowała się w produkcję na potrzeby telewizji, zaczynając od realizowania dla ABC cotygodniowego cyklu Warner Bros. Presents. Następnie stworzyła serie telewizyjnych westernów, takich jak Maverick, Bronco i Colt.45. Po kilku latach Warner, przyzwyczajony do aroganckiego traktowania swoich aktorów, spotkał się z wrogością wśród nowych, wykreowanych przez telewizję gwiazd, takich jak James Garner, który złożył przeciwko wytwórni pozew o warunki umowy. Złościła go „zauważalna niewdzięczność” aktorów telewizyjnych, których postawa była bardziej niezależna niż aktorów filmowych. Takie zachowanie tylko pogłębiało jego niechęć do nowego medium. Po zawarciu porozumienia z ABC, Jack Warner uczynił swojego syna, Jacka Juniora, szefem nowo utworzonego telewizyjnego departamentu wytwórni.
W tym okresie Jack Warner po macoszemu interesował się funkcjonowaniem komórki zajmującej się tworzeniem filmów rysunkowych – Warner Bros. Cartoons. Uwielbiane przez miłośników kreskówek postacie, takie jak Królik Bugs, Kaczor Daffy czy Prosiak Porky, „zawsze były niedoceniane przez Warner Bros.”. Jak napisał Bob Thomas, „Jack Warner... uważał kreskówki za nic więcej niż nieistotny produkt tworzony dla kiniarzy chcących zapewnić pełny repertuar dla swoich klientów”. W 1953 roku podczas rzadkiego spotkania pomiędzy Warnerami z pracującymi w wytwórni rysownikami, Jack wyznał, że „nawet nie wiedział, gdzie do cholery znajduje się siedziba Warner Bros. Cartoons”, a Harry dorzucił: „Jedyną rzeczą, jaką wiem, jest to, że tworzymy Myszkę Miki”, która w rzeczywistości należała do konkurencyjnej Walt Disney Productions. Kilka lat później Jack Warner sprzedał wszystkie stworzone przez wytwórnię do 1948 roku, liczące ponad 400 tytułów, filmy rysunkowe za kwotę 3 tys. dolarów za sztukę. Jak zauważył Bob Thomas: „Od tej pory zarobiły one miliony dolarów, lecz nic dla Warner Bros.”
Burzliwe relacje Jacka Warnera ze swoim starszym bratem, Harrym, pogorszyły się w lutym 1956 roku, gdy ten drugi dowiedział się o decyzji Jacka o sprzedaży wszystkich stworzonych do 1950 roku dźwiękowych filmów Warner Bros. firmie Associated Artists Productions (które wkrótce później połączyło się z United Artists Television) za niewielką kwotę 21 mln dolarów. „To nasze dziedzictwo, wszystko nad czym pracowaliśmy przez całe nasze życia, a teraz to utraciliśmy”, zakrzyknął Harry Warne, gdy dowiedział się o zawartej umowie. Stosunki między braćmi ochłodziły się jeszcze bardziej w tym samym roku. W lipcu Jack, Harry i Albert ogłosili, że wystawiają Warner Bros. na sprzedaż. Jack w tajemnicy przed braćmi zorganizował konsorcjum, które nabyło pakiet kontrolny rodzinnego przedsiębiorstwa. Gdy Harry i Albert dowiedzieli się o poczynaniach młodszego brata, było już za późno na reakcję. Jack Warner, jako największy udziałowiec, wyznaczył siebie na nowego prezesa zarządu. Wkrótce po sfinalizowaniu transakcji Jack ogłosił, że „firma i jej spółki-córki będą energiczniej kierowane w celu nabywania najciekawszy opowieści, najbardziej utalentowanych twórców i produkcję możliwie najlepszych filmów”. W latach poprzedzających przejęcie władzy przez Jacka, dwaj bracia często spierali się między sobą. Pracownicy wytwórni utrzymywali, że widzieli niegdyś Harry’ego ścigającego brata po studiu z ołowianą rurą w ręku, krzyczącego: „Dorwę cię za to, ty skurwysynie” i grożącego mu śmiercią. Harry nigdy nie wybaczył Jackowi tego podstępu i już nigdy się do niego nie odezwał. Kiedy Harry Warner zmarł 27 lipca 1958 roku, Jack nie przybył na jego pogrzeb, zamiast tego udając się na wakacje, które jak co roku spędził na Lazurowym Wybrzeżu. Poproszony o komentarz do śmierci najstarszego brata, odpowiedział: „Miałem go w dupie”. W tym samym czasie z dumą przyjął list z kondolencjami nadesłany przez prezydenta Dwighta Eisenhowera.

### Lata sześćdziesiąte
W latach 60. XX wieku Warner dotrzymywał tempa szybko zmieniającemu się przemysłowi filmowemu. Odegrał kluczową rolę w powstaniu filmów, które osiągnęły sukcesy artystyczne i finansowe. W lutym 1962 roku nabył prawa do filmowej adaptacji broadwayowskiego musicalu My Fair Lady, płacąc za niego bezprecedensowo wysoką sumę 6,5 mln dolarów. Poprzedni właściciel praw, szef CBS zgodził się przyjąć ofertę w zamian za połowę zysków uzyskanych przez wytwórnię w ramach dystrybucji oraz „przejęcie prawa własności do negatywu po zakończeniu kontraktu”. Pomimo „skandalicznej” ceny zakupu oraz niekorzystnych warunków umowy, porozumienie okazało się w efekcie być lukratywne dla wytwórni, dając jej 12 mln dolarów zysku. Do zagrania roli Elizy Doolittle Jack Warner osobiście wybrał nieobdarzoną odpowiednim głosem Audrey Hepburn, za co spotkał się z krytyką. Za swoją kreację Hepburn nie otrzymała nawet nominacji do Oscara, podczas gdy Julie Andrews, która w Elizę Doolittle wcielała się na deskach Broadwayu, w tym samym roku otrzymała tę statuetkę za rolę Mary Poppins. Mimo to film zdobył Nagrodę Akademii dla najlepszego filmu.
W 1965 roku Warner ponownie zaskoczył wielu komentatorów, gdy zdobył prawa do adaptacji sztuki Edwarda Albeego pt. Kto się boi Virginii Woolf? Od samego początku realizacja tego projektu zmagała się z problemami. Scenariusz Ernesta Lehmana, bardzo wierny sztuce, naginał do granic możliwości Kodeks Haysa. Jak wspominał Jack Valenti, od niedawna stojący na czele Motion Picture Association of America, spotkanie z Warnerem i jego prawą ręką Benem Kalmensonem nie rozwiało jego „wątpliwości”. „Byłem zaniepokojony myślą, że nadchodziła nowa, niespokojna era w filmie, w której w nieskończoność będziemy skakać z jednego kryzysu w kolejny kryzys bez żadnego odpowiedniego rozwiązania”, napisał Valenti. Równocześnie Lehman wraz z reżyserem filmu, Mikiem Nicholsem ścierali się z kierownictwem wytwórni, które nalegało, by film był kolorowy, a nie czarno-biały. Spór ten zszedł na dalszy plan, kiedy Jack Warner publicznie podał w wątpliwość zasadność obowiązywania Kodeksu Haysa poprzez wymuszenie na właścicielach kin, aby seanse filmu poprzedzali ostrzeżeniem „Tylko dla dorosłych” i stosownymi ograniczeniami przy sprzedaży biletów. Tym razem MPAA, mając na uwadze trudności, jakie miały miejsce dwa lata wcześniej przy próbie ocenzurowania chwalonego Lombardzisty, ustąpiło oraz ze względu na wysoką jakość Kto się boi Virginii Woolf? i na zasadzie specjalnego wyjątku dopuściło ten film do powszechnej dystrybucji. Zachęciło to także innych twórców do śmielszego naginania zasad Kodeksu. Film został ciepło przyjęty przez widzów i krytyków filmowych.
Pomimo tych sukcesów, Jack Warner coraz bardziej męczył się podczas produkcji filmów. Z tego powodu w dniu 14 listopada 1966 roku sprzedał pokaźną część swoich udziałów firmie Seven Arts Productions. Część komentatorów sądziła, że do takiego ruchu namówił go Ben Kalmenson, wiceprezes produkcji w Warner Bros., który zamierzał ten sposób objąć przywództwo nad wytwórnią. Jednakże starzejący się Warner miał kilka osobistych powodów, żeby odejść na emeryturę. Jego żona, Ann, nieustannie naciskała go, aby „zwolnił”, a on sam odczuwał potrzebę uporządkowania swoich spraw. Warner sprzedał 1,6 miliona akcji wytwórni wkrótce po ukończeniu realizacji musicalu Camelot. Transakcja przyniosła mu, po odliczeniu podatku od zysków kapitałowych, około 24 mln dolarów. Warner zażartował: „Któż mógłby przypuszczać, że pomocnik rzeźnika z Youngstown w Ohio skończy z 24 milionami zielonych w kieszeni?”.
Decyzja Warnera o sprzedaży udziałów miała miejsce w czasie, gdy zaczął tracić władzę, którą niegdyś uważał za oczywistą. Zdążył przetrwać zawieruchę lat 50., podczas gdy inni szefowie hollywoodzkich wytwórni, w tym Louis B. Mayer, David O. Selznick czy Samuel Goldwyn, zostali wypchnięci przez udziałowców, którzy „szukali kozłów ofiarnych za malejące zyski”. Zmiany strukturalne zachodzące wtedy w przemyśle filmowym doprowadziły do przyjęcia modelu, w którego ramach „wytwórnie były bardziej istotne jako partnerzy dla niezależnych producentów, niż jako wytwórcy własnych filmów”, która to sytuacja dawała mało miejsca dla tradycyjnych magnatów filmowych. Do połowy lat 60. XX wieku większość szefów wytwórni ze „Złotej ery Hollywoodu” zmarła, a Jacka Warnera uważano za jednego z ostatnich przedstawicieli umierającego gatunku. Przykładem jego malejącej kontroli nad Warner Bros. jest bezskuteczna próba zablokowania kontrowersyjnego, ale znaczącego filmu, Bonnie i Clyde, którego „nienawidził”. Podobnym przykładem jest nieudane usiłownie obsadzenia Richarda Burtona i Julie Andrews w głównych rolach w filmie Camelot. Zamiast nich reżyser, Joshua Logan, wybrał Richarda Harrisa i Vanessę Redgrave, co przyczyniło się do artystycznej i finansowej porażki filmu. Kolejnym czynnikiem było to, że Logan przekonał Warnera do nieskracania scenariusza, mimo że kierownictwo wytwórni uważało, że jest on zbyt długi. W 1969 roku Warner definitywnie opuścił wytwórnię noszącą jego nazwisko.

### Po opuszczeniu Warner Bros.
Na początku lat 70. XX wieku Warner działał jako niezależny producent. Wśród jego ostatnich filmów znalazł się 1776, będący adaptacją broadwayowskiego musicalu. Przed premierą obrazu Warner zorganizował specjalny seans dla prezydenta Richarda Nixona, który polecił wprowadzić kilka zmian, włącznie z usunięciem dwóch piosenek, które wydały mu się być zawoalowaną krytyką toczącej się wojny wietnamskiej. Bez konsultacji z reżyserem, Peterem H. Huntem, Warner zarządził przemontowanie filmu. Film poniósł porażkę komercyjną, gdyż widownia nie zainteresowała się tematyką filmu. Wysiłki Warnera w celu promocji filmu przynosiły efekt odwrotny od zamierzonego. Podczas wizyty w talk-show Merva Griffina leciwy producent zaangażował się w długą tyradę przeciwko „czerwonym komunistom”. Był to jego pierwszy i, jak miało się okazać, ostatni wywiad telewizyjny.

## Życie prywatne
14 października 1914 roku Warner ożenił się z nastoletnią Irmą Solomons, pochodzącą z jednej z najstarszych żydowskich rodzin w San Francisco. 27 marca 1916 roku na świat przyszedł Jack M. Warner, ich jedyne dziecko. Jack Warner nazwał go swoim imieniem, zrywając z obowiązującą wśród Żydów aszkenazyjskich tradycją nienadawania dzieciom imion żyjących krewnych. Mimo iż jego syn miał inne drugie imię, przez całe życie nazywał go „Junior”. Małżeństwo zakończyło się w 1935 roku po tym, jak Warner porzucił swoją żonę dla innej kobiety, Ann Page. Wspólnie dochowali się jednej córki, Barbary. Irma Warner wniosła pozew o rozwód z powodu porzucenia, co było wówczas skandalicznym krokiem. Następujący komentarz Harry’ego Warnera odzwierciedlał stosunek rodziny do rozwodu Jacka: „Dzięki Bogu, że nasza matka nie doczekała tej chwili”. Po rozwodzie Warner poślubił Ann. Reszta rodziny, która stanęła po stronie Irmy, odmówiła zaakceptowania jego drugiej żony jako członka rodziny. Oprócz tego pogorszeniu uległy jego relacje z synem.
Pod koniec lat 50. Warner nieomal zginął w wypadku samochodowym, w wyniku którego przez kilka dni znajdował się w śpiączce. 5 sierpnia 1958 roku, po wieczorze spędzonym na grze w bakarata w Palm Beach Casino w Cannes, prowadzony przez niego roadster marki Alfa Romeo gwałtownie skręcił na przeciwny pas ruchu, na którym poruszała się ciężarówka przewożąca węgiel. Siła uderzenia wyrzuciła go z samochodu, który stanął w płomieniach. Wkrótce później jego syn i inni członkowie rodziny zgromadzili się przy leżącym we francuskim szpitalu, nieprzytomnym szefie Warner Bros. W wywiadzie udzielonym mediom Jack Junior zasugerował, że jego ojciec jest umierający. W trakcie wizyty przy łóżku ojca obraził Ann Warner, którą od lat obwiniał za rozstanie jego rodziców. Jednakże Warner odzyskał świadomość, a gdy dowiedział się o zachowaniu Jacka Juniora, wpadł w gniew. Jego i tak już napięte relacje z synem, uległy ostatecznemu zerwaniu. 30 października Jack Jr otrzymał wiadomość od ojca, ale przekazaną przez ręce jego prawnika, wedle której został zwolniony z wytwórni. Gdy próbował zgłosić się do pracy, ochroniarze nie wpuścili go do środka. Obaj mężczyźni nigdy się nie pogodzili, a Jack Junior nie został wspomniany w wydanej w 1964 roku autobiografii ojca.
Warner nie dochowywał wierności swojej drugiej żonie i przez lata 50 i 60. XX wieku utrzymywał szereg kochanek. Najdłużej trwał romans z początkującą aktorką Jackie Park, która była „zdumiewająco” podobna do Ann Warner. Po trzech latach związku, został on zakończony przez Jacka, na skutek interwencji jego żony. Chociaż Ann Warner w 1941 roku miała romans z aktorem Eddiem Albertem, była bardziej wierna niż jej mąż. Pomimo reputacji osoby bezwzględnej, jaką miał jej mąż, utrzymywała, że miał też łagodniejsze oblicze. Jak napisała: „Jest niezwykle wrażliwym człowiekiem, ale wie o tym tylko garstka ludzi, gdyż skrywa to za zasłoną”.

## Poglądy polityczne
Od początku lat 30. XX wieku popierał Franklina Roosevelta i Nowy Ład, mimo iż przez całe dorosłe życie był zatwardziałym republikaninem. Pod koniec tej samej dekady połączył siły z krytykami reżimu hitlerowskich Niemiec, którzy zazwyczaj prezentowali poglądy lewicowe, nie bacząc na różnice ideologiczne. Nie przeszkodziło to mu stanąć jako „przyjazny świadek” przed Komisją Izby Reprezentantów ds. Działalności Nieamerykańskiej, potwierdzając tym samym hipotezy o istnieniu „komunistycznej” infiltracji w Hollywoodzie. Warner sądził, że komuniści byli odpowiedzialni za miesięczny strajk w wytwórni, który miał miejsce jesienią 1946 roku. Z własnej inicjatywy podał nazwiska kilkunastu scenarzystów, których zwolnił z powodu podejrzeń o komunistyczne sympatie, co ostatecznie zniszczyło kariery tych ludzi. Wśród nich znaleźli się: Alvah Bessie, Howard W. Koch, Ring Lardner Jr., John Howard Lawson, Albert Maltz, Robert Rossen, Dalton Trumbo, Clifford Odets i Irwin Shaw. Warner wściekł się, gdy poinformowano go, że Humphrey Bogart, Lauren Bacall, Paul Henreid i John Huston wraz z innymi członkami Committee for the First Amendment polecieli do Waszyngtonu, aby zaprotestować przeciwko zagrożeniu prawa do wolności wypowiedzi. Postępowanie Warnera przez komisją było podobne do zachowań innych żydowskich szefów wytwórni, którzy „obawiali się, że powszechne łączenie komunistów z Żydami mogłoby zniszczyć ich i ich branżę”.
Warner publicznie popierał Richarda Nixona podczas kampanii prezydenckiej w 1960 roku i opłacił całostronicowe reklamy w „The New York Times”, aby „ukazać, dlaczego Nixon powinien być wybrany”. Mimo tego, po porażce Nixona z Johnem Kennedym, uczestniczył na zorganizowanej w Hollywood Palladium w Los Angeles kweście na cześć prezydenta-elekta. Kilka tygodni później Warner odebrał telefon od ojca nowego prezydenta, Josepha Kennedy’ego, i wkrótce później Warner Bros. nabyło prawa do ekranizacji bestsellerowej książki Roberta Donovana, PT 109, opowiadającej o wojennych dziejach Johna F. Kennedy’ego. „Nie sądzę, że prezydent Kennedy miał za złe moją przyjaźń z Dickiem Nixonem”, Warner powiedział później: „Gdybym mógł, głosowałbym na obu. Możecie myśleć, że gram na dwa fronty, ale lubię ich obu”. U schyłku lat 60. XX wieku zadeklarował się jako zwolennik wojny w Wietnamie.

## Śmierć i spuścizna

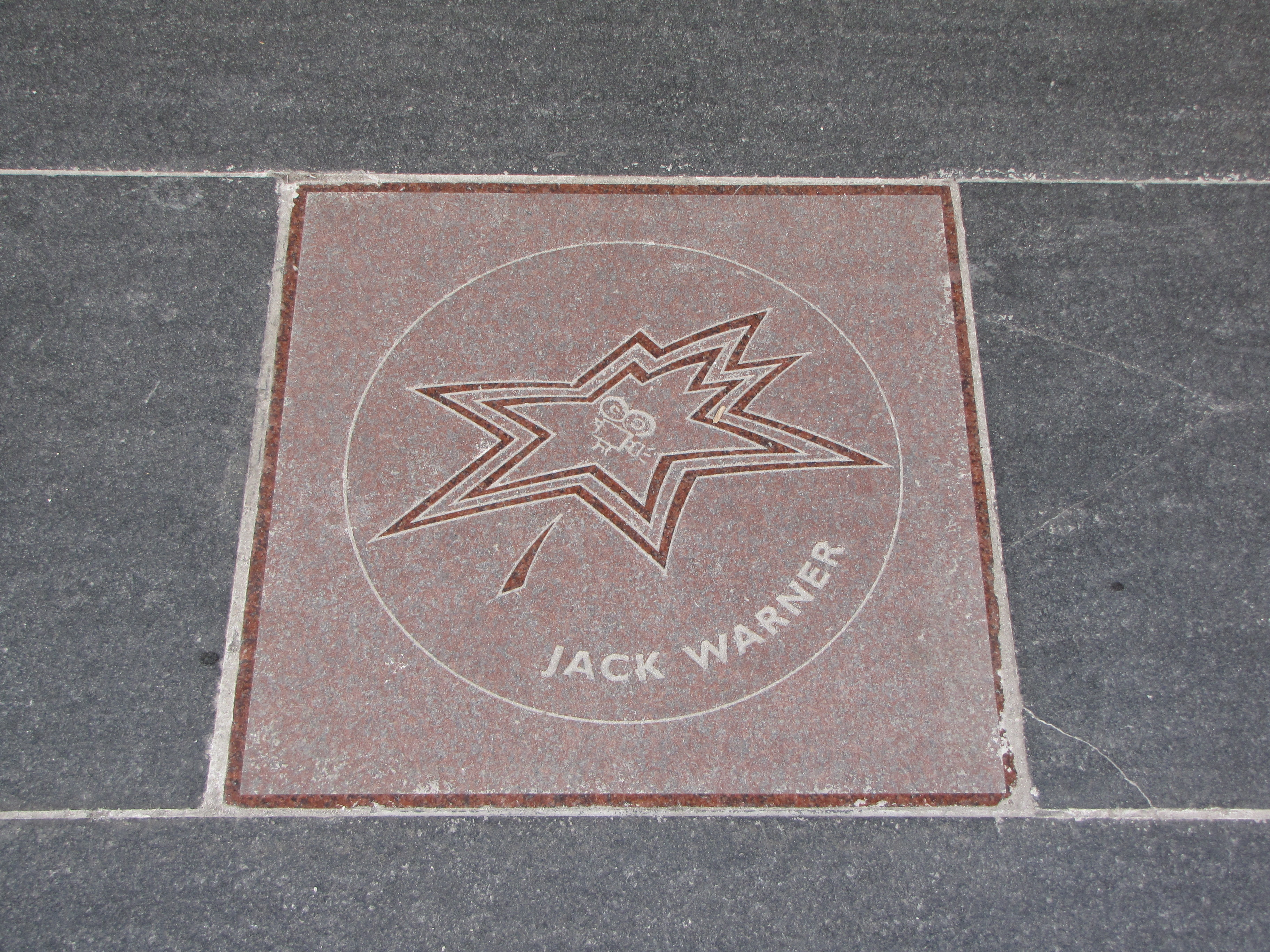
Gwiazda Jacka Warnera na Kanadyjskiej Alei Sław

Pod koniec 1973 roku najbliżsi Warnera zauważyli u niego oznaki postępującej utraty orientacji. Wkrótce po zagubieniu się w budynku mieszczącym jego własne biuro, Warner odszedł na emeryturę. W 1974 roku doznał udaru, w wyniku którego stracił wzrok i zniedołężniał. W trakcie kilku następnych lat stopniowo tracił zdolność mówienia oraz kontakt z rodziną i przyjaciółmi. Ostatecznie 13 sierpnia 1978 roku Warnera przewieziono do szpitala Cedars-Sinai, gdzie 9 września tego samego roku zmarł na zapalenie mięśnia sercowego. Miał 86 lat. Ceremonia pogrzebowa odbyła się w synagodze Wilshire Boulevard Temple, do której uczęszczało wielu członków jego rodziny. Pochowano go na cmentarzu Home of Peace w East Los Angeles.
Jack Warner zostawił majątek szacowany na 15 mln dolarów. Większość jego majątku, w tym nieruchomości i pamiątki, odziedziczyła jego żona Ann. Swojemu jedynemu synowi, Jackowi juniorowi, zapisał 200 tys. dolarów, zapewne w celu odwiedzenia go od chęci podważenia testamentu. Po śmierci Warnera media szeroko opisywały historię „czterech braci, którzy dla nickelodeonów porzucili rodzinny sklep mięsny, a następnie zrewolucjonizowali amerykańskie kino”. Na pierwszej stronie dziennika w Youngstown zamieszczono artykuł o dorastaniu Jacka Warnera w tym mieście i opisano m.in. sposób, w jaki pomagał ojcu w pracy, powożąc furmanką, gdy miał zaledwie siedem lat. Zmarłego producenta chwalono za jego wkład w „kształtowanie »Złotej ery Hollywoodu«”.
Kilka miesięcy po śmierci Warnera, Przyjaciele Biblioteki Uniwersytetu Południowej Kalifornii zorganizowali specjalny hołd dla jego pamięci. W tym wydarzeniu, któremu nadano nazwę „The Colonel: An Affectionate Remembrance of Jack L. Warner”, uczestniczyło wiele postaci z Hollywoodu, m.in. Olivia de Havilland, Debbie Reynolds i aktor głosowy Mel Blanc. W uznaniu jego wkładu dla przemysłu filmowego przyznano mu gwiazdę na Hollywoodzkiej Alei Sław, położoną przy 6541 Hollywood Boulevard. Uhonorowano go też gwiazdą na Kanadyjskiej Alei Sław, która wyróżnia wybitnych Kanadyjczyków ze wszystkich dziedzin.